# آپتیر
آپتیر (انگلیسی: Optare) شرکت اتوبوس‌سازی بریتانیایی است، که در سال ۱۹۸۵ تأسیس شد و هم‌اکنون زیرمجموعه‌ای از شرکت اشوک لیلند می‌باشد.